# Guardizela
Guardizela es una freguesia portuguesa del concelho de Guimarães, con 3,90 km² de superficie y 2.501 habitantes (2001). Su densidad de población es de 641,3 hab/km².